# Zoran Antić
Zoran Antić (Zágráb, 1975. július 24. –) horvát kosárlabda játékos.

## Nemzetközi szereplés
- 1995 Korac kupa (Dona Zagreb)
- 1996 Korac kupa (Frank Zagreb)
- 2000 Korac kupa (Benston Zagreb KK)
- 2001 Korac kupa (Dona Zagreb KK)

## Sikerei
- horvát kupa győztes (1999)
- horvát bajnok (1999)
- horvát All-Sztár játékos (2001)

## Klubjai
- 1994-1995  Dona Zagreb
- 1995-1996  Frank Zagreb
- 1997-1998  Karlovac KK / Zeleznicar
- 1999-2000  Benston Zagreb KK
- 2000-2001  Dona Zagreb KK
- 2001-2002  Albacomp
- 2002-2003  Trier TVG Basketball
- 2003-2004  Sibenik Sibenka KK
- 2004-2005  Zagreb Hiron Botinec
- 2005-2006  Zrece Rogla Atras